# Las Cabanas (Arieja)
Las Cabanas (francès Les Cabannes) és un municipi francès del departament de l'Arieja i la regió d'Occitània.